# Episparis taiwana
Episparis taiwana är en fjärilsart som beskrevs av Alfred Ernest Wileman och Reginald James West 1929.
Episparis taiwana ingår i släktet Episparis och familjen nattflyn. Inga underarter finns listade i Catalogue of Life.

## Bildgalleri

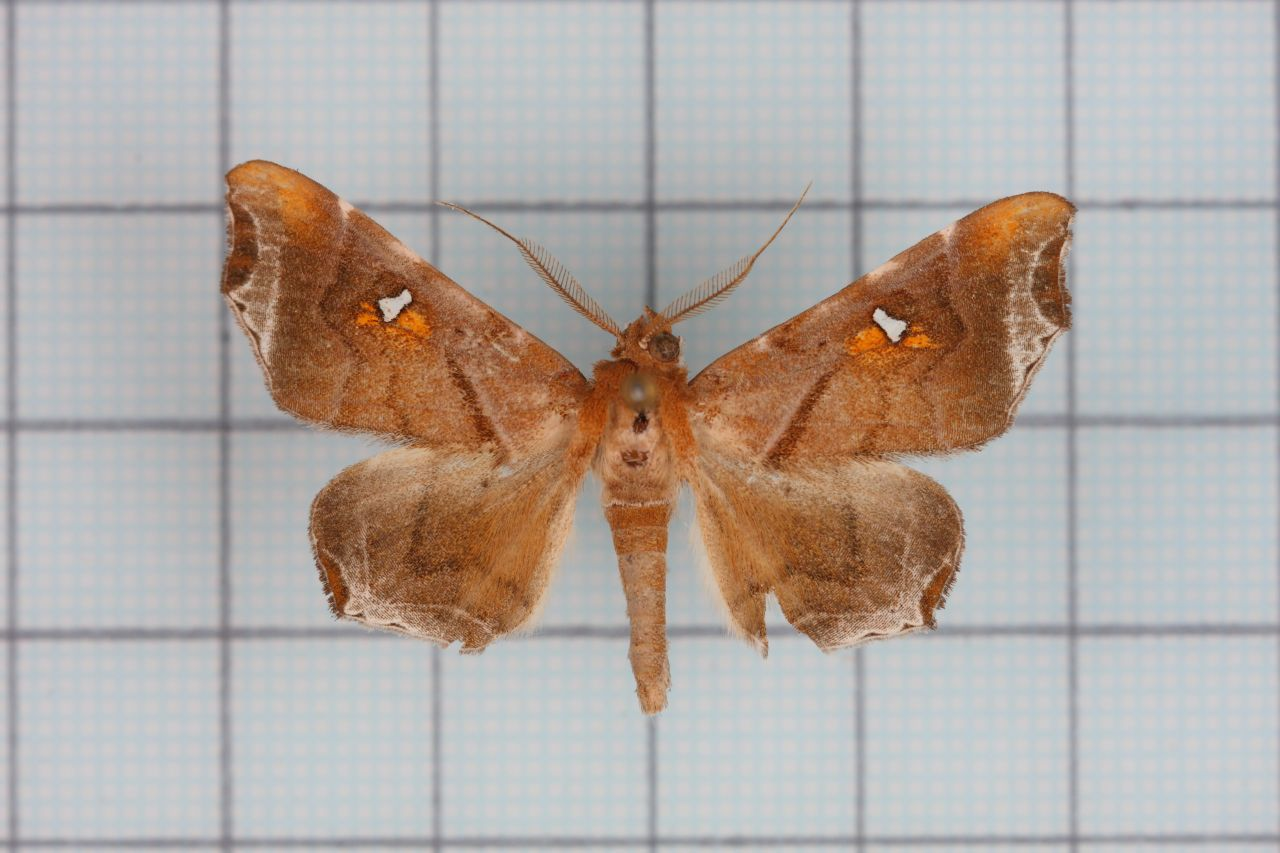
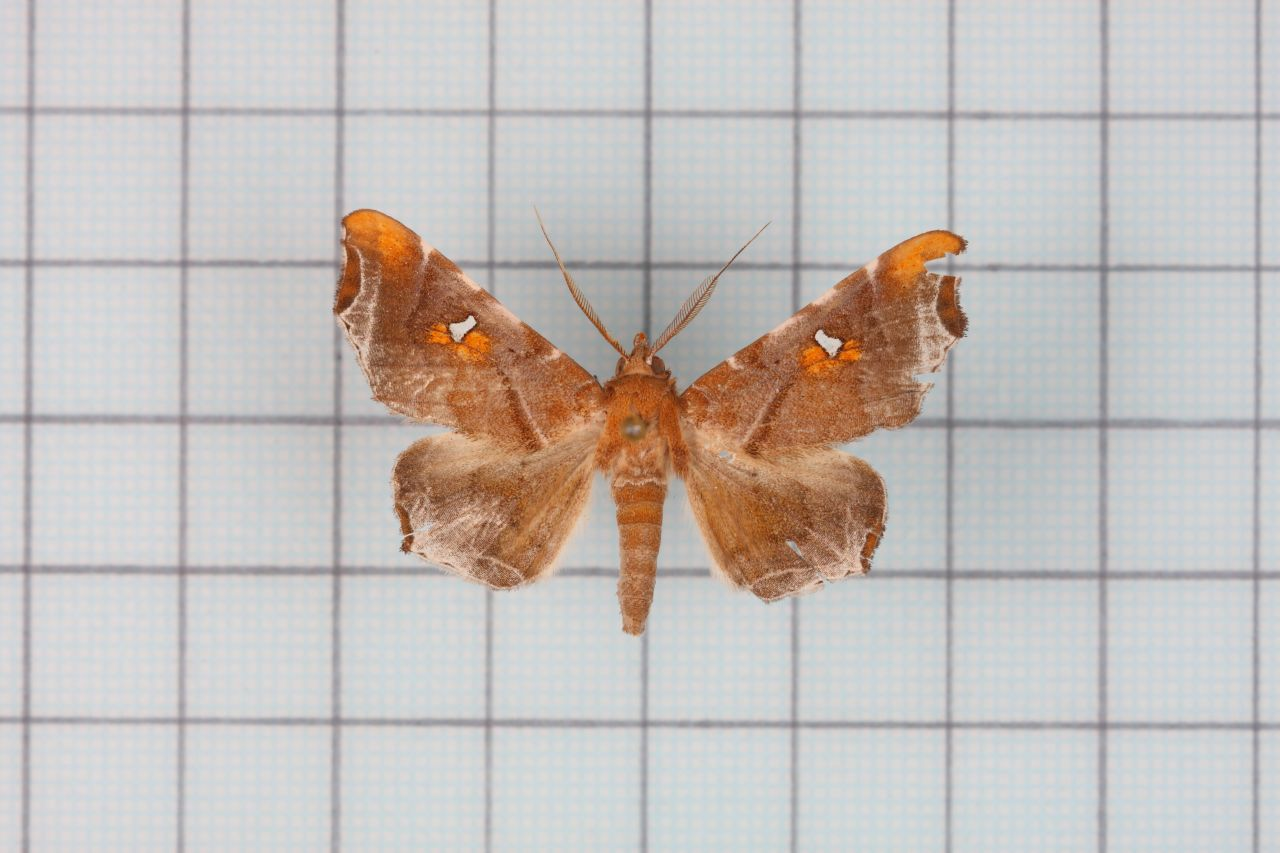
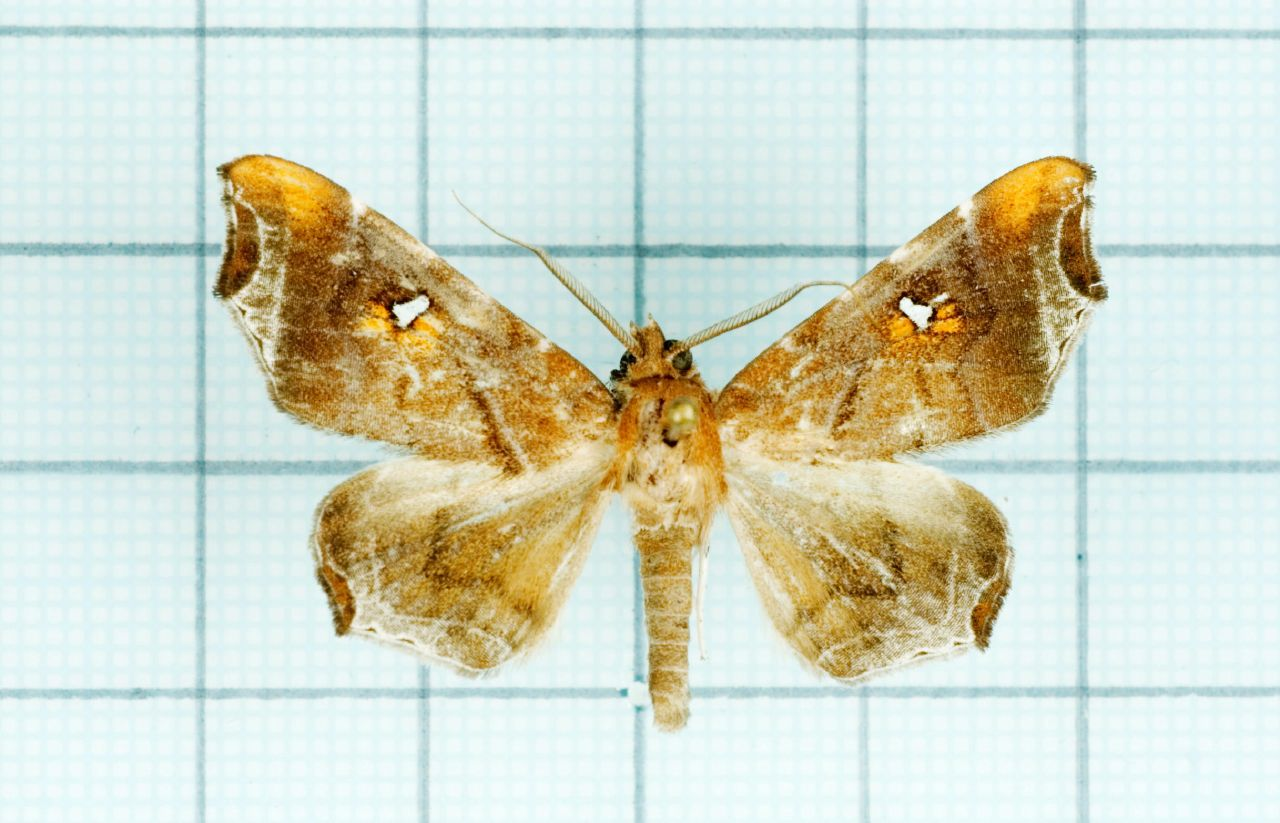